# Yoshida Mitsuyoshi
Yoshida Mitsuyoshi est un nom japonais traditionnel ; le nom de famille (ou le nom d'école), Yoshida, précède donc le prénom (ou le nom d'artiste).
Yoshida Mitsuyoshi (吉田 光由, 1598 – 8 janvier 1672), aussi connu sous le nom Yoshida Kōyū, est un mathématicien japonais de l'époque d'Edo. Son travail publié populaire et largement diffusé fait de lui l'écrivain sur les mathématiques le plus connu de son époque.
Il est étudiant de Mōri Kambei (aussi appelé Mōri Shigeyoshi). Avec Imamura Chishō et Takahara Kisshu, Yoshida est connu de ses contemporains comme l'un des « Trois arithméticiens ».
Yoshida est l'auteur du plus ancien texte mathématique japonais existant, le Jinkōki de 1627. L'ouvrage traite de  l'arithmétique soroban, dont les opérations de racines carrées et cubiques.

## Œuvres choisies
Dans un aperçu statistique dérivé des écrits par et sur Yoshida Mitsuyoshi, OCLC/WorldCat recense environ plus de 20 œuvres dans plus de 30 publications dans une langue et plus de 40 fonds de bibliothèque.
- 1643 - Jinkōki (塵劫記?), OCLC 22023455088
- 1659 - Shinpen Jinkōki (新編塵劫記?), OCLC 22057549632
- 1818 - Sanpō chiedakara (筭法智惠寳?), OCLC 22057124215
- 1850 -  Chikamichi Jinkōki (近道塵劫記?), OCLC 22055982082

## Source de la traduction
- (en) Cet article est partiellement ou en totalité issu de l’article de Wikipédia en anglais intitulé « Yoshida Mitsuyoshi » (voir la liste des auteurs).